# 69e bataillon de chasseurs à pied

## Création et différentes dénominations
2 août 1914: formation du 69e Bataillon de Chasseurs à Pied, à Épernay, à partir du 29e BCP
Début 1919 : Dissolution
1939 : Recréation du 69e Bataillon de Chasseurs à Pied, comme bataillon de réserve de Série A
1940 : Dissolution.

## Insigne du69ebataillonde chasseurs à pied
La cathédrale de Strasbourg dans le cor.

## Drapeau
Comme tous les autres bataillons de chasseurs ou groupes de chasseurs, il ne dispose pas de son propre drapeau. (Voir Drapeau des chasseurs)
La Croix de guerre 1914-1918 avec deux palmes (deux citations à l'ordre de l'armée).
Il obtient la fourragère aux couleurs du ruban de la Croix de guerre 1914-1918 le 20 avril 1918.

## Historique

### LaPremière Guerre mondiale
- Casernement: Épernay, 112e brigade d'infanterie, 6e région, 3e groupe de réserve.

56e division d'infanterie d'août 1914 à septembre 1918
38e division d'Infanterie de septembre à novembre 1918

#### 1914
Retraite des IIIe et IVe armées : Buzy (22 août), Béchamps (23 août)
Le 2 septembre 1914, une partie de l'unité est engagée dans le combat de Mortefontaine qui est considéré comme le combat le plus proche de Paris et le « point extrême de l'avance ennemie ».
Bataille de la Marne (5 au 13 septembre) : L'Ourcq, Montgé-en-Goële, Saint-Soupplets, Marcilly (le 10), Acy-en-Multien (le 12)
Suzemont, Hamonville, Boncourt, Saint-Souplet, Marcilly, Étrépilly, Moulin-sous-Touvent, Hébuterne, Berles-au-Bois

#### 1915
Offensive de la IVe Armée en Champagne: Ferme Toutvent
Seconde bataille de Champagne : Ferme de Navarin, Tranchée des Vandales (25-30 sept.)
Région d'Hébuterne
Région de Saint-Souplet

#### 1916
Région du bonnet d'Evêque (12 - 15 février)
Bataille de Verdun: le Bec de Canard, carrières d'Haudremont (21 mai)
Bataille de la Somme : Combles (fin septembre), Morval (22 oct. 2 nov.), Sailly-Sallisel

#### 1917
- 15 avril : Bataille du Chemin des Damesla Bovette, la Croix-sans-Tête (16-18 avril), Epine de Chevregny

Alsace : Hartmann, Südel

#### 1918
Vosges : Les Barres
Montdidier (26-30 mars)
L'Echelle-Saint-Aurin, Camp de César, Saint-Mard, Roye, ferme Launoy (8-31 août)
Mont d'Origny
Canal du Nord
Alsace

### La Seconde Guerre mondiale
Le 69° Bataillon de Chasseurs à Pied est recréé au Camp de Mailly en octobre 1939.
Il est dissous en juillet 1940 à Cahors

## Personnalités liées au 69e bataillon de chasseurs à pied
- Louis Dulhom-Noguès, né Louis Barbet (1889-1914) poète mort pour la France le 8 septembre 1914 à Marcilly